# Нептун (посёлок)
Нептун (бел. Няптун) — посёлок в Добоснянском сельсовете Кировского района Могилёвской области. Расположен в 26 километрах на юго-запад от Кировска на берегу реки Добосна (приток Днепра). Посёлок отдалён от Могилёва на 112 километров.

## История

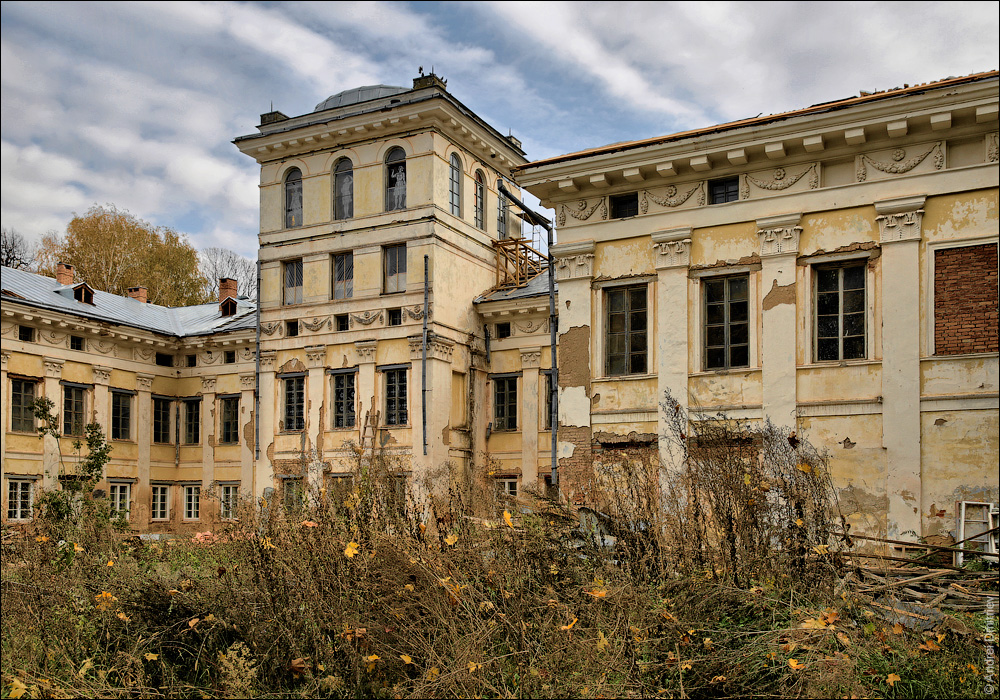
Дворец Булгаков

Посёлок Нептун был основан в начале 1920-х годов переселенцами с соседних деревень. В 1925 году для посёлка был выделен большой участок бывшей помещичьей земли. В 1930-х годах сельчане вступили в колхоз. Во время Великой Отечественной войны с конца июня 1941 года до конца июня 1944 года посёлок был оккупирован немецкими войсками. В 1986 году относился к совхозу «Жиличи». В 2002 году посёлок насчитывал 48 дворов и 101 жителя, в 2007 — 51 двор и 115 жителей.

## Достопримечательности
Посёлок Нептун плавно переходит в агрогородок Жиличи в котором находится памятник архитектуры республиканского значения — Дворцово-парковый ансамбль Булгаков.